# Zdeněk Dolanský
Zdeněk Dolanský (4. ledna 1952 Praha – 20. října 2020) byl český divadelní, televizní a filmový herec.

## Život
Byl absolventem DAMU.
Jako divadelní herec působil několik sezón ve Východočeském divadle v Pardubicích, poté hrál v Praze v divadlech E. F. Buriana, ABC a Labyrint, v kladenském Středočeském divadle a opět v Praze v Městských divadlech pražských.
V televizi byl v poslední době znám svým účinkováním v televizních seriálech Kriminálka Anděl a Policie Modrava, ale hrál i v seriálech Dobrodružství kriminalistiky, Četnické humoresky, Rapl, Život a doba soudce A. K. Zabýval se i dabingem, daboval například postavu Reverenda Timothy Lovejoye Jr. v americkém animovaném seriálu Simpsonovi nebo kapitána Franka Hollistera v seriálu Červený trpaslík.